# Tulla (arna)
Tulla és un gènere monotípic d'arnes de la família Crambidae descrit per Elwood Zimmerman el 1958. La seva única espècie, Tulla exonoma, descrita per Edward Meyrick el 1899, és endèmica de l'illa hawaiana d'Oahu.